# Publi Anni
|  | Per a altres significats, vegeu «Publi Anni Asel·le». |

Puli Anni (en llatí Publius Annius) va ser un militar romà que va viure al segle i aC.
Era tribú militar i va ser la persona que va matar Marc Antoni, l'orador, l'any 87 aC, quan aquest s'havia decantat per Sul·la. El cap del mort el va portar a Gai Mari, que havia ordenat la seva execució.